# Axel Möller
Didrik Magnus Axel Möller (16 de fevereiro de 1830 — Lund, 25 de outubro de 1896) foi um astrônomo sueco.
Estudante matriculado na Universidade de Lund em 1846, onde obteve o doutorado em 1853 e foi professor de astronomia de 1863 a 1895.
Calculou a órbita de cometas e asteroides. Em especial calculou a órbita do cometa periódico 4P/Faye, e as perturbações do asteroide 55 Pandora.
Foi eleito membro da Academia Real das Ciências da Suécia em 1869 e foi laureado com a Medalha de Ouro da Royal Astronomical Society de 1881.